# Agrostis distichophylla
Agrostis distichophylla é uma espécie de gramínea do gênero Agrostis, pertencente à família Poaceae.